# ويليام ميرفي (كاهن كاثوليكي)
ويليام ميرفي (بالإنجليزية: William Murphy)‏ هو كاهن كاثوليكي أمريكي، ولد في 14 مايو 1940 في بوسطن في الولايات المتحدة.